# Отисвил (Њујорк)
Отисвил (енгл. Otisville) град је у америчкој савезној држави Њујорк.

## Демографија
По попису из 2010. године број становника је 1.068, што је 79 (8,0%) становника више него 2000. године.
| Група             | 2000.       | 2010.       |
| Белци             | 838 (84,7%) | 855 (80,1%) |
| Афроамериканци    | 59 (6,0%)   | 72 (6,7%)   |
| Азијати           | 6 (0,6%)    | 22 (2,1%)   |
| Хиспаноамериканци | 66 (6,7%)   | 120 (11,2%) |
| Укупно            | 989         | 1.068       |